# Maratona de Fukuoka
Maratona de Fukuoka oficialmente Campeonato Internacional Aberto de Maratona de Fukuoka (Fukuoka Kokusai Marason) foi uma prova atlética na distância de 42,195 km realizada anualmente na cidade de Fukuoka, Japão, entre 1947 e 2021. Uma das mais tradicionais e antigas maratonas do mundo, era caracterizada por ser uma prova unicamente masculina e dedicada à elite de atletas japoneses e internacionais, sem a participação de corredores amadores. Após ser disputada por 75 anos, a prova teve sua última edição em 2021, vencida pelo queniano criado no Japão Michael Githae. A maratona foi extinta pela dificuldade da Japan Association of Athletics Federations (JAAF), do jornal Asahi Shimbun e da TV Asahi, organizadores  e divulgadores tradicionais da corrida, de conseguir patrocinadores para os altos custos de uma prova de elite mundial, a pandemia de Covid-19 e o interesse maior da população pelas corridas de rua de massa como a Maratona de Tóquio.
Realizada tradicionalmente no primeiro domingo de cada mês de dezembro, já contou com a participação de alguns dos maiores maratonistas da história, entre eles campeões olímpicos como Samuel Wanjiru, Frank Shorter, Josia Thugwane, Gezahegne Abera e ex-recordistas mundiais como Haile Gebrselassie e Derek Clayton, que em 1967 estabeleceu um novo recorde mundial nesta prova. Dois lusófonos já foram campeões em Fukuoka, o português Manuel Matias, em 1989 e o brasileiro Luiz Antônio dos Santos, em 1995.

## História
Em seus primeiros anos, a maratona era realizada em lugares diferentes, fazendo parte de uma série de corridas patrocinadas pelo jornal japonês Asahi Shimbum, um dos maiores do país. A sua primeira edição foi realizada em 1947 em Kamamoto, com o nome de "Maratona Prêmio Asahi Kanaguri" (Kanaguri-Shō Asahi Marason). Em 1951 ela foi realizada pela primeira vez em Fukuoka. Os corredores estrangeiros começaram a ser convidados a disputá-la em 1954 e o argentino Reinaldo Gorno, vice-campeão olímpico da maratona em Helsinque 1952, o primeiro não-japonês a vencê-la, neste mesmo ano. Em 1965, a prova voltou a ser disputada apenas por japoneses, tornando-se novamente internacional a partir do ano seguinte.
A edição de 1959 viu Fukuoka tornar-se definitivamente a sede da maratona e naquele ano o japonês Kurao Hiroshima foi o primeiro a vencê-la duas vezes. Em 1961 ela foi a primeira a introduzir postos fixos de água para os corredores ao longo do percurso. A última destas maratonas a ser realizada fora de Fukuoka foi a edição de 1963, em Tóquio, como uma seletiva para os Jogos Olímpicos de Tóquio, a serem realizados no ano seguinte. 
Reconhecendo o crescente status internacional da prova, seus organizadores a renomearam como "Campeonato Internacional de Maratona" em 1966. No ano seguinte, o australiano Derek Clayton estabeleceu o primeiro recorde mundial em Fukuoka, vencendo em 2:09:37, o primeiro homem a correr a distância em menos de 2:10. Quatorze anos depois, quando Clayton continuava a ser o recordista mundial depois de conseguir um tempo ainda mais rápido que o de Fukuoka numa prova na Bélgica, outro australiano, Robert de Castella, quebraria pela segunda vez um recorde mundial ali, 2:08:18, em 1981.
A década de 70 veria o campeão olímpico de Munique 1972, o norte-americano Frank Shorter, vencê-la por quatro vezes consecutivas, tornando-o o maior vencedor da história da prova ao lado do japonês Toshihiko Seko. Em 1974, ano da última vitória de Shorter, ela passou a ter o nome que manteve até sua extinção, "Campeonato Internacional Aberto de Maratona de Fukuoka".
A Maratona de Fukuoka era a terceira mais antiga dessas provas no Japão, um país onde essa modalidade do atletismo tem bastante tradição e popularidade, criada dois anos depois da Maratona de Lake Biwa e um ano depois da Maratona de Kochi. 
Única das grandes maratonas internacionais onde não eram oferecidos prêmios em dinheiro, devido a restrições da legislação japonesa à premiações financeiras em corridas de rua,  os maratonistas que a disputam precisam ter um melhor tempo pessoal de no máximo 2h42min. Seu recorde pertence ao etíope Tsegay Kebede, com a marca de 2:05:18, em 2009, a mais rápida maratona já corrida no Japão na época.

## Vencedores

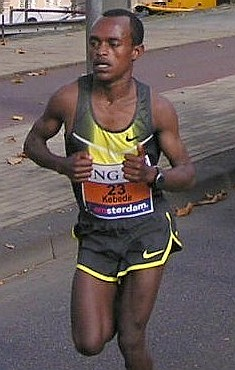
Tsegay Kebede, da Etiópia, atual recordista da prova.

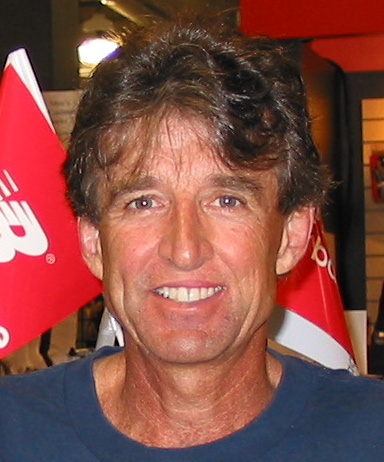
Frank Shorter, campeão olímpico e tetracampeão de Fukuoka (1971–1974).

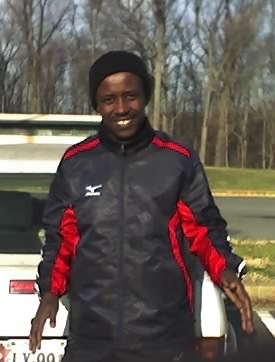
Gezahegne Abera, campeão olímpico e três vezes vencedor (1999–2001–2002)

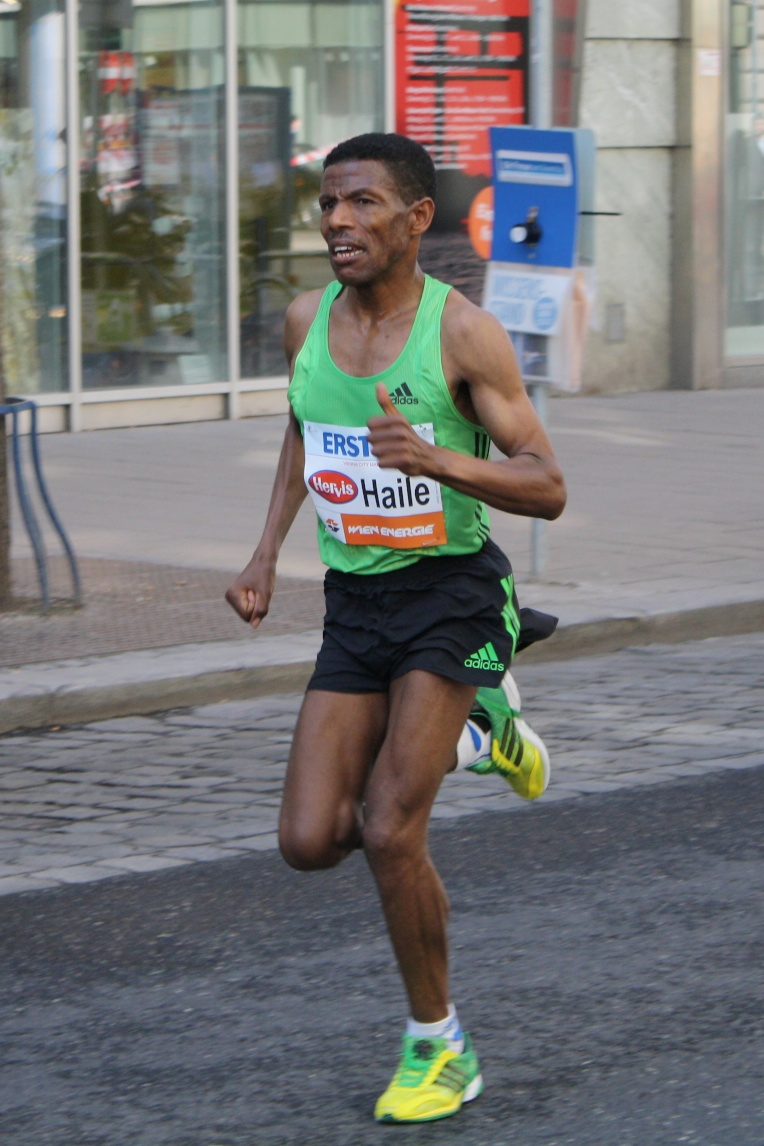
Haile Gebrselassie, "O Imperador", campeão em 2006.

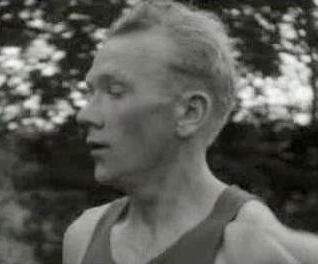
O finlandês Veikko Karvonen, campeão em 1955.

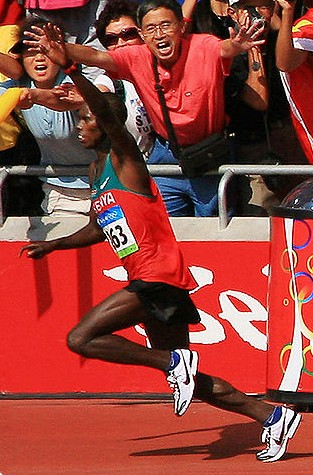
Samuel Wanjiru, campeão olímpico em Pequim 2008 e vencedor de Fukuoka em 2007.

Nota: recorde da prova recordes mundiais conquistados 
| Ano  | Atleta                  | País           | Tempo   |
| ---- | ----------------------- | -------------- | ------- |
| 2024 | Yuya Yoshida            | Japão          | 2:05:16 |
| 2023 | Michael Githae          | Quénia         | 2:07:08 |
| 2022 | Maru Teferi             | Israel         | 2:06:43 |
| 2021 | Michael Githae          | Quénia         | 2:07:51 |
| 2020 | Yuya Yoshida            | Japão          | 2:07:05 |
| 2019 | Taku Fujimoto           | Japão          | 2:09:36 |
| 2018 | Yuma Hattori            | Japão          | 2:07:27 |
| 2017 | Sondre Nordstad Moen    | Noruega        | 2:05:48 |
| 2016 | Yemane Tsegay           | Etiópia        | 2:08:48 |
| 2015 | Patrick Makau           | Quénia         | 2:08:18 |
| 2014 | Patrick Makau           | Quénia         | 2:08:22 |
| 2013 | Martin Mathathi         | Quénia         | 2:07:16 |
| 2012 | Joseph Gitau            | Quénia         | 2:06:58 |
| 2011 | Josphat Ndambiri        | Quénia         | 2:07:36 |
| 2010 | Jaouad Gharib           | Marrocos       | 2:08:24 |
| 2009 | Tsegay Kebede           | Etiópia        | 2:05:18 |
| 2008 | Tsegay Kebede           | Etiópia        | 2:06:10 |
| 2007 | Samuel Wanjiru          | Quénia         | 2:06:39 |
| 2006 | Haile Gebrselassie      | Etiópia        | 2:06:52 |
| 2005 | Dmytro Baranovskyy      | Ucrânia        | 2:08:29 |
| 2004 | Tsuyoshi Ogata          | Japão          | 2:09:10 |
| 2003 | Tomoaki Kunichika       | Japão          | 2:07:52 |
| 2002 | Gezahegne Abera         | Etiópia        | 2:09:13 |
| 2001 | Gezahegne Abera         | Etiópia        | 2:09:25 |
| 2000 | Atsushi Fujita          | Japão          | 2:06:51 |
| 1999 | Gezahegne Abera         | Etiópia        | 2:07:54 |
| 1998 | Jackson Kabiga          | Quénia         | 2:08:42 |
| 1997 | Josia Thugwane          | África do Sul  | 2:07:28 |
| 1996 | Lee Bong-Ju             | Coreia do Sul  | 2:10:48 |
| 1995 | Luiz Antônio dos Santos | Brasil         | 2:09:30 |
| 1994 | Boay Akonay             | Tanzânia       | 2:09:45 |
| 1993 | Dionicio Cerón          | México         | 2:08:51 |
| 1992 | Tena Negere             | Etiópia        | 2:09:04 |
| 1991 | Shuichi Morita          | Japão          | 2:10:58 |
| 1990 | Belayneh Densamo        | Etiópia        | 2:11:35 |
| 1989 | Manuel Matias           | Portugal       | 2:12:54 |
| 1988 | Toshihiro Shibutani     | Japão          | 2:11:04 |
| 1987 | Takeyuki Nakayama       | Japão          | 2:08:18 |
| 1986 | Juma Ikangaa            | Tanzânia       | 2:10:06 |
| 1985 | Hisatoshi Shintaku      | Japão          | 2:09:51 |
| 1984 | Takeyuki Nakayama       | Japão          | 2:10:00 |
| 1983 | Toshihiko Seko          | Japão          | 2:08:52 |
| 1982 | Paul Ballinger          | Nova Zelândia  | 2:10:15 |
| 1981 | Robert de Castella      | Austrália      | 2:08:18 |
| 1980 | Toshihiko Seko          | Japão          | 2:09:45 |
| 1979 | Toshihiko Seko          | Japão          | 2:10:35 |
| 1978 | Toshihiko Seko          | Japão          | 2:10:21 |
| 1977 | Bill Rodgers            | Estados Unidos | 2:10:56 |
| 1976 | Jerome Drayton          | Canadá         | 2:12:35 |
| 1975 | Jerome Drayton          | Canadá         | 2:10:09 |
| 1974 | Frank Shorter           | Estados Unidos | 2:11:32 |
| 1973 | Frank Shorter           | Estados Unidos | 2:11:45 |
| 1972 | Frank Shorter           | Estados Unidos | 2:10:30 |
| 1971 | Frank Shorter           | Estados Unidos | 2:12:51 |
| 1970 | Akio Usami              | Japão          | 2:10:38 |
| 1969 | Jerome Drayton          | Canadá         | 2:11:13 |
| 1968 | Bill Adcocks            | Reino Unido    | 2:10:48 |
| 1967 | Derek Clayton           | Austrália      | 2:09:37 |
| 1966 | Mike Ryan               | Nova Zelândia  | 2:14:05 |
| 1965 | Hidekuni Hiroshima      | Japão          | 2:18:36 |
| 1964 | Toru Terasawa           | Japão          | 2:14:49 |
| 1963 | Jeff Julian             | Nova Zelândia  | 2:18:01 |
| 1962 | Toru Terasawa           | Japão          | 2:16:19 |
| 1961 | Pavel Kantorek          | Chéquia        | 2:22:05 |
| 1960 | Barry Magee             | Nova Zelândia  | 2:19:04 |
| 1959 | Kurao Hiroshima         | Japão          | 2:29:34 |
| 1958 | Nobuyoshi Sadanaga      | Japão          | 2:24:01 |
| 1957 | Kurao Hiroshima         | Japão          | 2:21:40 |
| 1956 | Keizo Yamada            | Japão          | 2:25:15 |
| 1955 | Veikko Karvonen         | Finlândia      | 2:23:16 |
| 1954 | Reinaldo Gorno          | Argentina      | 2:24:55 |
| 1953 | Hideo Hamamura          | Japão          | 2:27:26 |
| 1952 | Katsuo Nishida          | Japão          | 2:27:59 |
| 1951 | Hiromi Haigo            | Japão          | 2:30:13 |
| 1950 | Shunji Koyanagi         | Japão          | 2:30:47 |
| 1949 | Shinzo Koga             | Japão          | 2:40:26 |
| 1948 | Saburo Yamada           | Japão          | 2:37:25 |
| 1947 | Toshikazu Wada          | Japão          | 2:45:45 |

## Vencedores por nações
| - Japão - 29 - Etiópia - 9 - Quênia - 7 - Estados Unidos - 5 - Nova Zelândia - 4 - Canadá - 3 - Tanzânia - 2 - Austrália - 2 - Argentina - 1 - Finlândia - 1 | - Tchecoslováquia -1 - Brasil - 1 - Portugal - 1 - Reino Unido - 1 - México - 1 - Coreia do Sul - 1 - África do Sul - 1 - Ucrânia - 1 - Marrocos - 1 |